# حاجی‌علی (یورغیر)
حاجی‌علی (به ترکی استانبولی: Hacıali) یک منطقهٔ مسکونی در ترکیه است که در یورغیر واقع شده‌است.